# Hemmgraben
Der Hemmgraben ist ein gut ein Kilometer langer Bach in unterfränkischen Landkreis Main-Spessart, der aus zuletzt westnordwestlicher Richtung kommend von rechts in den Rechtenbach mündet.

## Verlauf

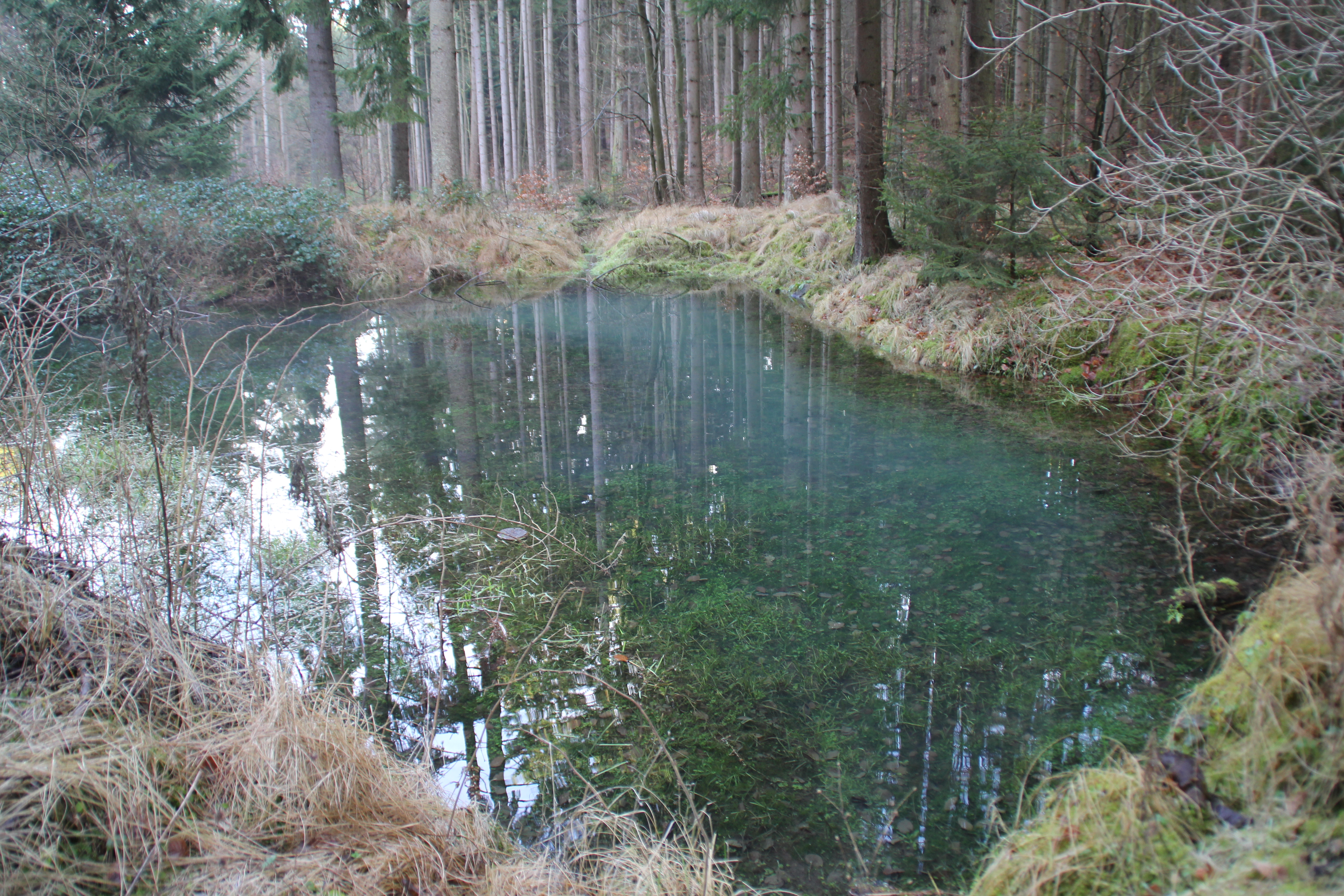
Der Untere Molkenbrunnen

Der Hemmgraben entspringt im Südöstlichen Sandsteinspessart auf dem Gebiet der Gemarkung Lohr am Main in einer Höhe von etwa 368 m ü. NN dem als Naturdenkmal ausgewiesenen Unteren Molkebrunnen, am bewaldeten Südhang des Hemmberges (440 m) gut einen Kilometer südlich von Rechtenbach.
Der Bach fließt zunächst ostnordostwärts durch ein enges bewaldetes Tal, passiert dann die Gemarkungsgrenze nach Rechtenbach, verlässt gleich darauf den Wald, wechselt danach nach Ostsüdosten und mündet schließlich 650 m  südöstlich von Rechtenbach auf etwa 287 m ü. NN von  rechts in den aus dem Nordnordwesten heranfließenden Rechtenbach .